# 10 000 mètres masculin aux Jeux olympiques d'été de 2012
Navigation
Pékin 2008 Rio 2016
L'épreuve du 10 000 mètres masculin aux Jeux olympiques de 2012 a lieu le 4 août dans le Stade olympique de Londres.
Les limites de qualifications sont de 27 min 45 s 00 (limite A) et de 28 min 05 s 00 (limite B).

## Programme
Tous les temps correspondent à l'UTC+1
| Date               | Horaire | Manche |
| ------------------ | ------- | ------ |
| Samedi 4 août 2012 | 21:15   | Finale |

## Records
Avant cette compétition, les records dans cette discipline étaient les suivants :
| Record du monde  | 26 min 17 s 53 | Kenenisa Bekele | Éthiopie | 26 août 2005 | Bruxelles |
| Record olympique | 27 min 01 s 17 | Kenenisa Bekele | Éthiopie | 17 août 2008 | Pékin     |

## Médaillés
| Or            | Argent     | Bronze        |
| Mohamed Farah | Galen Rupp | Tariku Bekele |

## Résultats

### Finale (4 août)
| Place              | Athlète                   | Nationalité     | Résultats      | Notes |
| ------------------ | ------------------------- | --------------- | -------------- | ----- |
| Médaille d'or      | Mohamed Farah             | Grande-Bretagne | 27 min 30 s 42 |       |
| Médaille d'argent  | Galen Rupp                | États-Unis      | 27 min 30 s 90 |       |
| Médaille de bronze | Tariku Bekele             | Éthiopie        | 27 min 31 s 43 |       |
| 4                  | Kenenisa Bekele           | Éthiopie        | 27 min 32 s 44 |       |
| 5                  | Bedan Karoki Muchiri      | Kenya           | 27 min 32 s 94 |       |
| 6                  | Zersenay Tadese           | Érythrée        | 27 min 33 s 51 |       |
| 7                  | Teklemariam Medhin        | Érythrée        | 27 min 34 s 76 |       |
| 8                  | Gebregziabher Gebremariam | Éthiopie        | 27 min 36 s 34 |       |
| 9                  | Polat Kemboi Arikan       | Turquie         | 27 min 38 s 81 | PB    |
| 10                 | Moses Ndiema Kipsiro      | Ouganda         | 27 min 39 s 22 |       |
| 11                 | Cameron Levins            | Canada          | 27 min 40 s 68 |       |
| 12                 | Moses Ndiema Masai        | Kenya           | 27 min 41 s 34 |       |
| 13                 | Dathan Ritzenhein         | États-Unis      | 27 min 45 s 89 |       |
| 14                 | Robert Kajuga             | Rwanda          | 27 min 56 s 67 | PB    |
| 15                 | Nguse Tesfaldet           | Érythrée        | 27 min 56 s 78 |       |
| 16                 | Thomas Ayeko              | Ouganda         | 27 min 58 s 96 |       |
| 17                 | Moukheld Al-Outaibi       | Arabie saoudite | 28 min 07 s 25 |       |
| 18                 | Mohammed Ahmed            | Canada          | 28 min 13 s 91 |       |
| 19                 | Matthew Tegenkamp         | États-Unis      | 28 min 18 s 26 |       |
| 20                 | Ben St Lawrence           | Australie       | 28 min 32 s 67 |       |
| 21                 | Diego Estrada             | Mexique         | 28 min 36 s 19 |       |
| 22                 | Yuki Sato                 | Japon           | 28 min 44 s 06 |       |
| 23                 | Ayad Lamdassem            | Espagne         | 28 min 49 s 85 |       |
| 24                 | Daniele Meucci            | Italie          | 28 min 57 s 46 |       |
| 25                 | Chris Thompson            | Grande-Bretagne | 29 min 06 s 14 |       |
| 26                 | Mykola Labovskyy          | Ukraine         | 29 min 32 s 12 |       |
| –                  | Ali Hasan Mahbood         | Bahreïn         | –              | DNF   |
| –                  | Bayron Piedra             | Équateur        | –              | DNF   |
| –                  | Wilson Kiprop             | Kenya           | –              | DNF   |

## Légende
Records et Performances
- AR : Record continental (area record)
- CR : Record des championnats (championship record)
- MR : Record du meeting (meet record)
- NR : Record national (national record)
- OR : Record olympique (olympic record)
- PR : Record paralympique (paralympic record)
- PB : Record personnel (personal best)
- SB : Meilleure performance personnelle de la saison (season's best)
- WL : Meilleure performance mondiale de l'année (world leader)
- WJR : Record du monde junior (world junior record)
- WR : Record du monde (world record)

Circonstances et Conditions
- DNF : N'a pas terminé (did not finish)
- DNS : N'a pas pris le départ (did not start)
- DQ : Disqualification (disqualification)
- NM : Aucun essai valable enregistré (No Mark)
- Q : Qualifié « directement » au prochain tour (ou à la prochaine compétition), lors d'une compétition majeure, grâce au classement ou à la réalisation des minima (automatic qualifier)
- q : Qualifié au prochain tour (ou à la prochaine compétition), lors d'une compétition majeure, grâce au repêchage ou à la réalisation de l'une des meilleures performances parmi celles des « non qualifiés directement » (grâce au meilleur temps ou à la meilleure distance par exemple) (secondary qualifier)